# Centre universitaire d'Asnières
Le Centre universitaire d'Asnières, situé au 94 avenue des Grésillons à Asnières-sur-Seine, a accueilli : 
- le département d'études germaniques de l'Université de Paris III jusqu'en septembre 2012, date où il a rejoint de site de Censier de l'université.
- de 1971 à 2011, certains enseignements de l'Institut national des langues et civilisations orientales, aujourd'hui dispensés au Pôle des langues et civilisations, notamment les sections d'études arabes.